# 카몽이스 문화원
카몽이스 문화원(포르투갈어: Instituto Camões)는 1924년에 설립된 포르투갈의 비영리 단체로, 포르투갈 정부에 의해 설립된 공적인 국제 문화 교류 기관이며 각국의 포르투갈어 보급과 포르투갈과 외국 간 교육·문화 교류를 목적으로 하고 있다. 리스본에 본부가 있다.

## 같이 보기
- 포르투갈어
- 포르투갈 문학
- 포르투갈어권
- 포르투갈 요리
- 포르투갈어 사용국 공동체
- 포르투갈어 공용 아프리카 국가